# 1. kranjski deželni zbor
Prvi sklic kranjskega deželnega zbora je deloval od aprila 1861 do januarja 1867.

## Sestava
Prvi kranjski deželni zbor, ki je bil izvoljen marca 1861, je štel 37 poslancev. 8 poslancev mestne kurije so izvolile mestne občine in trgi, 16 ostale občine (kmečka kurija), 10 poslancev so volili veleposestniki, 2 pa trgovsko-obrtne zbornice. Poleg 36 voljenih poslancev je bil kot virilist član deželnega zbora tudi ljubljanski škof.
Slovenska stranka je imela s 25 poslanci v prvem sklicu deželnega zbora absolutno večino. Nemška stranka je imela 11 poslancev, en poslanec pa je bi neodvisen.

### Kmečka kurija
Volitve v kmečko kurijo so bile 21. marca 1861.
- Janez Bleiweis, veterinar in časnikar
- Jožef Derbič
- Matija Golob, posestnik
- Franc Klemenčič, posestnik
- Matija Koren, posestnik v Planini
- Franc Kromer, svetnik deželnega sodišča v Celju
- Anton Lesar
- Alojz Mulej, okrajni predstojnik na Vrhniki
- Karel Obreza
- Matija Pinter
- Anton Rozman, posestnik
- Jožef Zagorc
- Janez Toman
- Lovro Toman, odvetnik
- Santo Treo mlajši, graščak v Mali vasi
- Miroslav Vilhar, skladatelj in graščak na gradu Kalec

### Mestna kurija
Volitve v mestno kurijo so bile 26. marca 1861.
- Nikolaj Recher (volilni okraj Ljubljana)
- Janez Gutman (Ljubljana)
- Dragotin Dežman, muzejski kustos (Idrija); 27. junija 1861 je z javnim nastopom v dunajskem državnem zboru prestopil v nemški tabor in se začel podpisovati Karel Deschmann
- Konrad Lokar, tovarnar in Kranjski župan (Kranj - Škofja Loka)
- Janez Brolih (Tržič - Radovljica - Kamnik)
- Mihael Ambrož, ljubljanski župan (Postojna - Vrhnika - Lož), umrl 25. aprila 1864
- Josip Suppan, odvetnik (Novo mesto - Višnja Gora - Črnomelj - Metlika - Kostanjevica - Krško)
- Ivan Kozler (Kočevje - Ribnica)

Na nadomestnih volitvah je bil izvoljen:
- J. Schloissnigg, 28. junij 1864 (Postojna - Vrhnika - Lož)

### Trgovsko-obrtne zbornice
- Lambert Luckmann, predsednik trgovske zbornice
- Mihael baron Zois pl. Edelstein

### Veleposest
Veleposestniki so volitve izvedli 28. marca 1861 v Ljubljani.
- Oton baron Apfaltern
- Karel baron Wurzbach pl. Tannenberg
- Anton baron Zois pl. Edelstein
- Julij Jombart, lastnik graščine Klevevž pri Šmarjeti na Dolenjskem
- Anton baron Codelli pl. Fahnenfeld; odstopil 19. novembra 1866
- Anton Aleksander grof Turjaški, graščak s Šrajbarskega turna
- Jožef Rudež
- Edvard pl. Strahl, pravnik; odstopil 30. septembra 1866
- Gustav grof Turjaški, veleposestnik in graščak na gradu Mokrice; odstopil 17. novembra 1865
- Anton pl. Langer

Izvoljeni na nadomestnih volitvah:
- Ludvik vitez Gutmannsthal, 5. januarja 1866
- Albin grof Margheri, 3. decembra 1866
- Franc Rudež, graščak v Ribnici, 3. decembra 1866